# 니커슨 필드
니커슨 필드(Nickerson Field)는 미국 매사추세츠주 보스턴에 위치한 미식축구 경기장이다. 과거 북미 풋볼 리그 보스턴 브레이커스의 홈경기장으로 사용했다.